# Aizen-in
Aizen-in (愛染院) est un temple de l'école Kōya-san du Bouddhisme Shingon situé à Itano, préfecture de Tokushima au Japon. Le temple aurait été fondé par Kōbō Daishi en 815, qui a aussi sculpté la principale image de Fudō Myōō.